# عبدالسلام حمدی
عبدالسلام حمدی (انگلیسی: Abdel Salam Hamdy؛ زادهٔ ۱۸۹۴) بازیکن فوتبال اهل مصر است.
از باشگاه‌هایی که در آن بازی کرده‌است می‌توان به باشگاه ورزشی زمالک اشاره کرد.
وی همچنین در تیم ملی فوتبال مصر بازی کرده‌است.